# Tournoi britannique de rugby à XV 1939
Navigation
Tournoi 1938 Tournoi 1947
Le Tournoi britannique de rugby à XV 1939 (21 janvier - 18 mars 1939) est remporté conjointement conjointement par le pays de Galles, l'Irlande et l'Angleterre.
Par suite de l'interruption due à la Seconde Guerre mondiale, le Tournoi ne reprend qu'en 1947.

## Classement
| Rang | Nations        | J | V | N | D | PP | PC | Δ   | Pts |
| ---- | -------------- | - | - | - | - | -- | -- | --- | --- |
| 1    | Pays de Galles | 3 | 2 | 0 | 1 | 18 | 6  | +12 | 4   |
| 1    | Irlande        | 3 | 2 | 0 | 1 | 17 | 10 | +7  | 4   |
| 1    | Angleterre     | 3 | 2 | 0 | 1 | 12 | 11 | +1  | 4   |
| 4    | Écosse (T)     | 3 | 0 | 0 | 3 | 12 | 32 | -20 | 0   |

- LÉGENDE
J matches joués, V victoires, N matches nuls, D défaites
PP points marqués, PC points encaissés, Δ différence de points PP-PC
Pts points de classement (barème : 2 points pour une victoire, 1 point en cas de match nul, rien pour une défaite)
T : Tenante du titre 1938.
- Meilleures attaque et défense pour le pays de Galles.

## Résultats
| 21 janvier 1939, Londres | Angleterre     | 03 - 0 | Pays de Galles |
| 4 février 1939, Cardiff  | Pays de Galles | 11 - 3 | Écosse         |
| 11 février 1939, Londres | Angleterre     | 00 - 5 | Irlande        |
| 25 février 1939, Dublin  | Irlande        | 12 - 3 | Écosse         |
| 11 mars 1939, Belfast    | Irlande        | 00 - 7 | Pays de Galles |
| 18 mars 1939, Édimbourg  | Écosse         | 06 - 9 | Angleterre     |